# Beate Wagner-Hasel
Beate Wagner-Hasel (* 9. März 1950 in Wuppertal) ist eine deutsche Althistorikerin.
Nach dem Abitur 1969 in Wuppertal-Elberfeld studierte Beate Wagner-Hasel in den Jahren 1969 bis 1975 die Fächer Geschichte, Germanistik und Publizistik in Münster und  an der FU sowie der TU in Berlin. Von 1971 bis 1977 war sie bei der Tageszeitung Der Tagesspiegel in Berlin tätig. In den Jahren 1975 und 1984 machte sie die Erste und Zweite Staatsprüfung in Geschichte und Deutsch. Im Jahr 1980 wurde Wagner-Hasel im Fach Alte Geschichte an der TU Berlin promoviert über das Thema Zwischen Mythos und Realität. Die Frau in der frühgriechischen Gesellschaft. Dort war sie ebenfalls von 1977 bis 1982 als Wissenschaftliche Assistentin für Alte Geschichte tätig.
Anschließend war sie im Zeitraum von 1985 bis 1991 Hochschulassistentin für Alte Geschichte an der Universität Hannover. Von 1992 bis 1994 war sie Lehrbeauftragte an den Universitäten Darmstadt, Kassel und Hannover. 1995 erfolgte ihre Habilitation mit dem Beitrag Der Stoff der Gaben. Kultur und Politik des Schenkens und Tauschens im archaischen Griechenland im Fach Alte Geschichte in Darmstadt. Vom 15. Dezember 2001 bis zu ihrer Emeritierung 2018 lehrte Wagner-Hasel als Professorin Alte Geschichte an der Universität Hannover.
Ihre Forschungsschwerpunkte sind die Wirtschafts- und Sozialgeschichte der Alten Welt, die Wissenschaftsgeschichte, die Antike Mythologie und die Geschlechtergeschichte.

## Schriften (Auswahl)
Monografien
- Alter in der Antike. Eine Kulturgeschichte. Böhlau, Köln u. a. 2012, ISBN 978-3-412-20890-5.
- Antike Welten. Kultur und Geschichte (= Historische Einführungen. Bd. 18). Campus-Verlag, Frankfurt am Main u. a. 2017, ISBN 978-3-593-50792-7.
- Die Arbeit des Gelehrten. Der Nationalökonom Karl Bücher (1847–1930). Campus-Verlag, Frankfurt am Main u. a. 2011, ISBN 978-3-593-39433-6.
- Der Stoff der Gaben. Kultur und Politik des Schenkens und Tauschens im archaischen Griechenland (= Campus historische Studien. Bd. 28). Campus-Verlag, Frankfurt am Main u. a. 2000, ISBN 3-593-36493-X.
  - The Fabric of Gifts. Culture and Politics of Giving and Exchange in Archaic Greece. Translated from German by Elena Theodorakopoulos. Zea Books, Lincoln (Nebraska) 2020, ISBN 978-1-60962-173-5 [= Überarbeitete und übersetzte Auflage von Der Stoff der Gaben. Kultur und Politik des Schenkens und Tauschens im archaischen Griechenland].
- Zwischen Mythos und Realität. Die Frau in der frühgriechischen Gesellschaft. Haag u. Herchen, Frankfurt am Main 1982, ISBN 3-88129-523-2 (Zugleich: Berlin, Technische Universität, Dissertation, 1980).

Herausgeberschaften
- mit Marie-Louise B. Nosch: Gaben, Waren und Tribute. Stoffkreisläufe und antike Textilökonomie. Franz Steiner Verlag, Stuttgart 2019, ISBN 978-3-515-12257-3.
- Moderne Antike – Antike modern. Ebersbach, Dortmund 1998.
- mit Thomas Späth: Frauenwelten in der Antike. Geschlechterordnung und weibliche Lebenspraxis. Metzler, Stuttgart/Weimar 2000, ISBN 3-476-01677-3.
- Matriarchatstheorien der Altertumswissenschaft (= Wege der Forschung. Bd. 651). Wissenschaftliche Buchgesellschaft, Darmstadt 1992, ISBN 3-534-01496-0.